# ماريانو بيرنيا
ماريانو أندريس بيرنيا (بالإسبانية: Mariano Pernía)، من مواليد 4 مايو 1977 في بوينس آيرس في الأرجنتين، لاعب كرة قدم إسباني.
بدأ مسيرته الكروية مع نادي سان لورينزو في موسم 1998/1999، وفي عام 1999 انتقل إلى نادي إنديبينديينتي، ولعب معهم حتى عام 2003، وشارك معهم في 46 مباراة وسجل هدفين، وفي موسم 2003/2004 انتقل إلى نادي ريكرياتيفو هويلفا، ولعب معهم 59 مباراة وسجل 3 أهداف، وفي عام 2004 انتقل إلى نادي خيتافي، ولعب معهم حتى عام 2006، وشارك معهم في 71 مباراة وسجل 13 هدف، ومنذ عام 2006 وهو يلعب مع نادي أتلتيكو مدريد.
و هو يلعب مع منتخب إسبانيا لكرة القدم.

## مسيرته الكروية
لعب ماريانو بيرنيا خلال مسيرته الاحترافية مع 7 أندية في ستة عشر موسمًا وسجل خلالها 20 هدف ضمن 273 مباراة. ولم يفز بأي موسم بالكأس وفاز في موسمين بالدوري.
خاض ماريانو بيرنيا مسيرته مع نادي سان لورينزو في موسم 1997–98 ولمدة موسمين، لم يشارك في أي مباراة ولم يسجل أي هدف. ثم انتقل إلى نادي إنديبندينتي في موسم 1999–00 ليلعب معه أربعة مواسم، حيث شارك في 46 مباراة سجل خلالها هدفين. لينتقل بعدها إلى نادي ريكرياتيفو في موسم 2002–03 ولمدة موسمين، مشاركًا في 59 مباراة سجل خلالها 3 أهداف. ثم انتقل إلى نادي خيتافي في موسم 2004–05 ولمدة موسمين، مشاركًا في 72 مباراة سجل خلالها 13 هدفًا. هذا وانتقل لاحقًا إلى نادي أتلتيكو مدريد في موسم 2006–07 ليلعب معه أربعة مواسم، مشاركًا في 80 مباراة سجل خلالها هدفًا واحدًا. ثم انتقل بعدها إلى نادي تيغري في موسم 2010–11 لمدة موسم واحد، مشاركًا في 9 مباريات سجل خلالها هدفًا واحدًا أيضًا.

## روابط خارجية
- ماريانو بيرنيا على موقع الاتحاد الدولي (مؤرشف)  (الإنجليزية)
- ماريانو بيرنيا على موقع قاعدة بيانات كرة القدم.إي يو (الإنجليزية)
- ماريانو بيرنيا على موقع ليكيب (الفرنسية)
- ماريانو بيرنيا على موقع ناشيونال فوتبول تيمز (الإنجليزية)
- ماريانو بيرنيا على موقع Soccerway.com (الإنجليزية)
- ماريانو بيرنيا على موقع عالم كرة القدم.نت (الإنجليزية)
- ماريانو بيرنيا على موقع كووورة